# Great Falls (Virginie)
Pour les articles homonymes, voir Great Falls.
Great Falls est une census-designated place située dans le comté de Fairfax, dans l’État de Virginie, aux États-Unis. Lors du recensement de 2020, elle comptait 15 953 habitants.